# عبد الله بن بليلي
العلامة عبد الله بن بليلي التندغي الايدكفودي الملقب «بلا» عالم وشاعر موريتاني ولد في القرن التاسع عشر وتوفي سنة 1949م في برويت مقاطعة كرمسين بولاية الترارزة.

## حياته
هو عبد الله بن بليلي بن المسلم بن أحمد بن حبيب الله بن أكجي التندغي ثم الادكفودي (نسبة لادكفودية)
ولد في النصف الأخير من القرن التاسع عشر بمنطقة برويت ولاية الترارزة (موريتانيا)، وتوفي في نفس المنطقة سنة 1949 م (1369 هـ).
درس في محاضر العلماء المشتهرين بالعلم، ثم تفرغ ليدرس على يد يحظيه بن عبد الودود، علوم النحو والفقه، والعلوم العربية والإسلامية.
عمل معلمًا في محاضر قومه، وبالتنمية الحيوانية وما تستلزم من تنقل بين مناطق المرعى

## الإنتاج الشعري
له شعر مجموع بحوزة أسرته، يتداوله رواته، وله قطع قلائل في بعض مصادر دراسته.
شعره المتاح مقطوعات، تتنوع الأغراض التي عالجها بين المديح النبوي، ومدح بعض شخصيات عصره وشيوخه، والغزل والنسيب، والإخوانيات، وفيه اهتمام واضح ببعض المحسنات البديعية.

## وصلات خارجية
- معجم البابطين: عبد الله بن بليلي.